# Gorski (Krasnodar)
Gorski (del ruso: Горский) es un posiólok del raión de Tbilískaya del krai de Krasnodar, en Rusia. Está situado en las tierras bajas de Kubán-Azov, 10 km al oeste de Tbilískaya y 89 km al este de Krasnodar, la capital del krai.  Tenía 41 habitantes en 2010.
Pertenece al municipio rural Tbilískoye.